# Campiglossa tenebrosa
Campiglossa tenebrosa este o specie de muște din genul Campiglossa, familia Tephritidae. A fost descrisă pentru prima dată de Daniel William Coquillett în anul 1899. Conform Catalogue of Life specia Campiglossa tenebrosa nu are subspecii cunoscute.